# Zieria
Zieria är ett släkte av vinruteväxter. Zieria ingår i familjen vinruteväxter.

## Dottertaxa tillZieria, i alfabetisk ordning[1]
- Zieria actites
- Zieria adenodonta
- Zieria adenophora
- Zieria alata
- Zieria arborescens
- Zieria aspalathoides
- Zieria baeuerlenii
- Zieria bifida
- Zieria boolbunda
- Zieria buxijugum
- Zieria caducibracteata
- Zieria cephalophila
- Zieria chevalieri
- Zieria citriodora
- Zieria collina
- Zieria compacta
- Zieria covenyi
- Zieria cytisoides
- Zieria distans
- Zieria eungellaensis
- Zieria exsul
- Zieria floydii
- Zieria formosa
- Zieria fraseri
- Zieria furfuracea
- Zieria graniticola
- Zieria granulata
- Zieria hindii
- Zieria hydroscopica
- Zieria iaevigata
- Zieria inexpectata
- Zieria ingramii
- Zieria insularis
- Zieria involucrata
- Zieria lasiocaulis
- Zieria laxiflora
- Zieria littoralis
- Zieria madida
- Zieria minutiflora
- Zieria montana
- Zieria murphyi
- Zieria obcordata
- Zieria obovata
- Zieria odorifera
- Zieria oreocena
- Zieria parrisiae
- Zieria pilosa
- Zieria prostrata
- Zieria rimulosa
- Zieria robertsiorum
- Zieria robusta
- Zieria scopulus
- Zieria smithii
- Zieria southwellii
- Zieria tenuis
- Zieria tuberculata
- Zieria vagans
- Zieria veronicea
- Zieria verrucosa
- Zieria whitei